# Arno de Salzburgo
Arno de Salzburgo (Isengau, Baviera, c. 740 — Salzburgo, 24 de janeiro de 821) foi um abade católico no mosteiro de Santo Amando, em  Elno (atual Saint-Amand-les-Eaux), bispo e, posteriormente, o primeiro arcebispo da nova Arquidiocese de Salzburgo e abade do mosteiro de São Pedro.

## Juventude
Arno iniciou sua carreira religiosa ainda muito jovem, e depois de passar algum tempo em Freising, tornou-se abade em Elno, atual Saint-Amand-les-Eaux, onde conheceu Alcuíno.

## Império Carolíngio
Em 785 foi nomeado bispo de Salzburgo e em 787 foi empregado por Tassilo III, Duque da Baviera, como enviado junto a Carlos Magno em Roma. Parece ter chamado a atenção do rei dos francos, e com a influência da dinastia carolíngia em 798, Salzburgo foi feita a sede de um arcebispado, e Arno, como o primeiro titular deste cargo, tornou-se metropolita da Baviera e recebeu o pálio do Papa Leão III.
A área de sua autoridade foi estendida para o leste por intermédio das conquistas de Carlos Magno sobre os ávaros para o Império Carolíngio, e Arno começou a ter um papel de destaque no governo da Baviera. Atuou como um dos missi dominici, e passou algum tempo na corte de Carlos Magno, onde ficou conhecido na reunião de estudiosos pelo nome de Áquila, e seu nome aparece como um dos signatários no testamento do imperador. Fundou uma biblioteca em Salzburgo, promoveu por outros meios o interesse pelo estudo, e presidiu vários concílios convocados para melhorar a condição da igreja na Baviera.

## Velhice e livros
Logo após a morte de Carlos Magno, em 814, Arno parece ter se afastado de suas atividades, embora tenha mantido seu arcebispado até à sua morte em 24 de janeiro 821. Auxiliado por um diácono chamado Benedito, Arno elaborou por volta de 788 um catálogo de terras e direitos de propriedade pertencentes à igreja na Baviera, sob o título de Indiculus ou Congestum Arnonis. Uma edição deste trabalho, que é de valor considerável para os estudos históricos, foi publicada em Munique em 1869, com notas de F. Keinz.
Muitas outras obras foram produzidas sob a proteção da Arno, entre elas está um livro que trata das formas e cerimônias utilizadas no serviço do mosteiro em Salzburgo, uma edição dele aparece em Quellen and Erörterungen zur bayerischen and deutschen Geschichte, volume 7, editado por L. Rockinger (Munique, 1856). Foi sugerido por W. von Giesebrecht que Arno foi o autor de uma seção inicial dos Annales Laurissenses majores, que trata da história dos reis francos de 741 a 829; e da qual uma edição aparece no Monumenta Germaniae Historica, Scriptores, volume 1, páginas 128 a 131, editado por G. H. Pertz (Hanôver, 1826). Se esta suposição for correta, Arno foi o primeiro escritor existente a aplicar o nome Deutsch (theodisca) para se referir à língua alemã.